# دارمرزغوکان
دارمرزغوکان (نام علمی: Poyntonia paludicola) نام یک گونه از خانواده قورباغه‌های سرجعبه‌ای است. دارمرزغوکان در هرزاب‌ها و جریان‌های آبی کم عمق زاد و ولد می‌کنند.